# Mitromorpha axicostata
Mitromorpha axicostata é uma espécie de gastrópode do gênero Mitromorpha, pertencente a família Mitromorphidae.